# Holsbeek
Holsbeek és un municipi belga de la província de Brabant Flamenc a la regió de Flandes. Està compost per les seccions de Holsbeek, Kortrijk-Dutsel, Nieuwrode i Sint-Pieters-Rode.

## Agermanaments
- Donderkamp